# 得摩斯嶺
得摩斯嶺（英語：Deimos Ridge）是南極洲的山嶺，位於亞歷山大一世島東南端，在1935年11月23日由美國的探險家發現，以火衛二命名，現時由南極條約體系管理。